# Bittingen
Bittingen – dzielnica (Ortsteil) gminy Ense w powiecie Soest, w kraju związkowym Nadrenia Północna-Westfalia, w rejencji Arnsberg.

## Demografia
Według danych z 2000 roku w Bittingen mieszkało 108 mieszkańców. Liczba ta stopniowo wzrastała lub się zmniejszała; 102 (2005), 112 (2010), 94 (2015), 106 (2020). Według spisu ludności z lipca 2024 roku, w Bittingen mieszkało 93 mieszkańców.

## Historia
Bittingen po raz pierwszy zostało udokumentowane przez dziekana Luperta z Mariengradenstift w 1230 roku.

### Reorganizacja gmin
W ramach reorganizacji gmin 1 lipca 1969 roku Bittingen wraz z 13 innymi miejscowościami stało się częścią nowej gminy Ense.

## Edukacja
Według danych z 2022 roku w Bittingen oraz Waltringen, Volbringen, Gerlingen, Sieveringen, Oberense i Ruhne nie ma placówek opieki nad dziećmi.